# 寒雷
「寒雷」（かんらい）は、1940年に加藤楸邨が創刊した俳誌。2018年7月号（通巻900号）で幕を閉じた。

## 歴史
1940年10月、加藤楸邨が「俳句新聞」を前身として東京の交蘭社から創刊。「俳句新聞」改題として当初は第66号としていたが、戦後になって改題号を第一号に改めた。1945年1月号をもって一時休刊、1946年9月に復刊。1951年4月より大田区の楸邨宅に発行所が移る。1993年に楸邨が没してのちは主宰を置かず同人会が運営に当たり、前田正治、ついで1996年7月より楸邨の次男の妻、加藤瑠璃子が一般投句の選者を務めている。2014年5月号で通巻850号。2018年7月号で「寒雷」としては幕を閉じ、同年8月号からは同人会が「暖響」（だんきょう）として後継誌を刊行する。投句選者は江中真弓が務める。

## 特色
楸邨が自身の所属する「馬酔木」の明るい叙情的な俳句に飽き足らなくなり、人間の生活と内面を描く俳句を求めたことが創刊の契機である。創刊号で楸邨は「俳句の中に人間の生きることを第一に重んずる。生活の真実を地盤としたところの俳句を求める」ことを指針として掲げた。
従来の俳誌に見られるような主宰への個人崇拝のような形でなく、対等に議論し合える場をつくることが楸邨の方針であり、戦時下には学生層作家の拠点となる。この方針の結果としてのちに社会性俳句を推進した金子兜太、藤村多加夫、沢木欣一、原子公平などをふくむ多様な個性を持つ俳人を多数輩出した。下に挙げている俳人のほか、一般投句欄では吉屋信子、清水崑、中曽根康弘といった著名人からの投句もあった。
また実作以外にも芭蕉などの古典や外国文学に関する論が載り学究的雰囲気を持つことも特徴であった。

## 主な参加者
括弧内は各自の主宰誌・または代表を務める俳誌を示す。退会者を含む。
- 青柳志解樹（「山暦」）
- 赤城さかえ
- 石寒太（「炎環」）
- 石田勝彦（「泉」）
- 今井聖（「街」）
- 岡井省二（「槐」）
- 金子兜太（「海程」）
- 川崎展宏（「貂」）
- 岸田稚魚（「琅玕」）
- 小西甚一
- 小檜山繁子（「槌」）
- 齊藤美規（「麓」）
- 澤木欣一（「風」）
- 鈴木太郎（「雲取」）
- 田川飛旅子（「陸」）
- 照井翠
- 原子公平（「風涛」）
- 平井照敏（「槇」）
- 藤村多加夫
- 古沢太穂（「道標」）
- 森澄雄（「杉」）
- 矢島渚男（「梟」）
- 和知喜八（「響焔」）